# Улитауська область
Улита́уська область (каз. Ұлытау облысы) — область у центральній частині Казахстану. Адміністративний центр — місто Жезказган.

## Історія
20 березня 1973 року із південної частини Карагандинської області була утворена Джезказганська область з центром у місті Джезказган. 8 вересня 1992 року назва області та центра була змінена у відповідності до казахської транскрипції — Жезказганська область та місто Жезказган. 3 травня 1997 року область була ліквідована, територія увійшла до складу Карагандинської області.
8 червня 2022 року на теренах колишньої Жезказганської області із західної частини Карагандинської області утворена нова Улитауська область.

## Населення
Населення — 220160 осіб (2021; 223664 у 2009, 238294 у 1999, 288251 у 1989).

## Адміністративний поділ
До складу області входять 2 райони та 3 міських адміністрацій, прирівняних до районів:
| № | Район                | Площа, км² | Населення, осіб (1989) | Населення, осіб (1999) | Населення, осіб (2009) | Населення, осіб (2021) | Центр     | АО | НП |
| - | -------------------- | ---------- | ---------------------- | ---------------------- | ---------------------- | ---------------------- | --------- | -- | -- |
| 1 | Жанааркинський район | 62347,81   | 39233                  | 32184                  | 30818                  | 31048                  | Жанаарка  | 14 | 33 |
| 2 | Улитауський район    | 122931,05  | 31156                  | 20430                  | 14240                  | 11417                  | Улитау    | 16 | 41 |
| 3 | Жезказганська м.а.   | 1760,97    | 114977                 | 95076                  | 90661                  | 92093                  | Жезказган | 3  | 9  |
| 4 | Каражальська м.а.    | 792,43     | 30714                  | 22582                  | 19409                  | 17364                  | Каражал   | 1  | 2  |
| 4 | Сатпаєвська м.а.     | 1104,35    | 72171                  | 68022                  | 68536                  | 68238                  | Сатпаєв   | -  | 2  |

## Найбільші населені пункти
Населені пункти з чисельністю населення понад 10000 осіб:
| № | Населений пункт | Населення, осіб (1989) | Населення, осіб (1999) | Населення, осіб (2009) | Населення, осіб (2021) |
| - | --------------- | ---------------------- | ---------------------- | ---------------------- | ---------------------- |
| 1 | Жезказган       | 108821                 | 90001                  | 86227                  | 88320                  |
| 2 | Сатпаєв         | 58717                  | 58652                  | 60105                  | 67456                  |
| 3 | Жанаарка        | 16007                  | 14281                  | 14265                  | 17420                  |